# Козырные тузы 2: Бал смерти
«Козырны́е тузы́ 2: Бал смерти» (англ. Smokin' Aces 2: Assassins' Ball) — американо-канадский детективный боевик 2010 года режиссёра П. Дж. Пеше, приквел фильма «Козырные тузы» 2007 года. Фильм не вышел в широкий прокат, а был издан непосредственно на DVD 19 января 2010 года. В России премьера состоялась 26 января этого же года.

## Сюжет
ФБР узнаёт о том, что готовится убийство одного из их сотрудников — Уолтера Уида (Том Беренджер). Бюро в замешательстве, никому не понятно: кому и чем мог так насолить простой статист? За его охрану берётся молодой агент Бейкер (Клейн Кроуфорд). Он с группой самых преданных напарников и Уолтером Уидом покидает город. За голову Уида назначена круглая сумма, однако существует серьёзное условие: убийство должно осуществиться в кратчайшие сроки. Казалось бы, нужно всего лишь отсидеться в укрытие нужный период и дело сделано. Но, в дело вступают самые беспощадные наемные убийцы мира. В их числе: Треморы — сумасшедшая семейка профессиональных киллеров, кровавый мастер перевоплощения Лазло Сут (Томми Флэнаган), беспощадный головорез Финбер МакТиг (Винни Джонс), и сексапильная Ариелла Мартинес (Марта Игареда). В процессе защиты агенту Бейкеру выпадает шанс узнать о новых фактах по делу, возможно они и станут ключом к разгадке странного заказного убийства.

## В ролях
| Актёр                 | Роль                            |
| --------------------- | ------------------------------- |
| Том Беренджер         | Уолтер Уид                      |
| Клейн Кроуфорд        | агент Бейкер                    |
| Томми Флэнаган        | Лазло Сут                       |
| Мори Стерлинг         | Лестер Тремор                   |
| Марта Игареда         | Ариелла Мартинес                |
| Кристофер Майкл Холли | специальный агент Малколм Литтл |
| Эрни Хадсон           | Энтони Веха                     |
| Майкл Паркс           | Фриц Тремор                     |
| Отем Ризер            | Кейтлин «АК-47» Тремор          |
| Винни Джонс           | Финбер МакТиг                   |
| Хротгар Мэтьюз        | агент Редстон                   |
| Джаред Кисо           | агент Николас                   |
| Джейсон Шомбинг       | агент Абрего                    |
| Дэвид Ричмонд-Пек     | агент Доминик Дюмейр            |
| Грант Эллиотт         | агент Партч                     |
| С. Эрнст Харт         | Малыш Тремор                    |
| Фред Хендерсон        | Хэл Леко                        |
| Джон Р. Тейлор        | отец Бартон                     |
| Кэрри Киган           | новостной репортёр              |
| Питер Бенсон          | Марти Меклен                    |
| Дэймон Джонсон        | Милтон Уайт                     |
| Майкл Эклунд          | чувак с военно-морского флота   |
| Кирстен Робек         | Дженни Ли                       |
| Соня Беннет           | Жюль Скотт                      |
| Киган Коннор Трейси   | Вики Салерно                    |
| Джейкоб Блэр          | Трой                            |
| Мэтт Филлипс          | счастливый клоун                |
| Джеймс Рам Джаттан    | печальный клоун                 |
| Дуглас Чэпман         | агент О'Киф                     |
| Мервин Мондесер       | агент Остерберг                 |